# Nebenwegtunnel
Der Nebenwegtunnel ist ein insgesamt 1463 m langer Eisenbahntunnel der Württembergischen Westbahn in Vaihingen an der Enz. Er durchfährt den Hang Nebenweg des Hohen Marksteins und trägt daher seinen Namen.

## Verlauf
Der Tunnel verfügt über ein zweigleisiges Ostportal (Kilometer 36,833) und zwei eingleisige Westportale beim Streckenkilometer 37,900 bzw. 37,935. Beim Streckenkilometer 37,6 verzweigen sich die beiden Gleise in nordwestlicher Richtung in zwei getrennte Röhren von 352 m (so genannte Röhre I, Gleis nach Bruchsal) und 386 m Länge (Röhre II, Gleis nach Bietigheim-Bissingen). Der von beiden Gleisen genutzte, östliche Teil des Tunnels wird ebenfalls der Röhre II zugeordnet und misst 725 m. Die maximale Überdeckung des Tunnels liegt bei 18 m.
Die Westportale liegen am südlichen Rand des Bahnhofs Vaihingen (Enz). Vor dem südwestlichen Tunnelportal überquert das Richtungsgleis nach Bietigheim-Bissingen dabei den Marksteintunnel der Schnellfahrstrecke Mannheim–Stuttgart. Die Westportale liegen rund 11 m über denen des Marksteintunnels.
Die Gradiente steigt auf der gesamten Länge des Tunnels mit 1,5 Promille nach Westen an und fällt an den Nordwestportalen um 11,063 Promille ab.
Die Röhre durchfährt fast vollständig Schichten des Lettenkeupers.
Die Streckengeschwindigkeit im Tunnelbereich wurde etwa 1999 von 140 km/h auf 120 km/h reduziert, um für die Verlängerung der Linie S 5 der Stadtbahn Karlsruhe den Einsatz von leichten Nahverkehrstriebwägen zu ermöglichen.

## Geschichte

### Planung
Eine im Rahmen der Planung der Neubaustrecke zunächst vorgesehene teilweise unterirdische Führung der Bestandsstrecke im Bereich des Hohen Marksteins wurde im Zuge von Einsparungen aufgegeben. In der 1975 vorgelegten „Spartrasse“ war der Tunnel nicht mehr vorgesehen.
Im Planungsstand von Oktober 1977 waren wiederum zwei eingleisige Tunnel von wenigen hundert Meter Länge vorgesehen. Das Gleis Richtung Sersheim sollte dabei den Marksteintunnel oberirdisch überqueren. Nach dem Planungsstand von Ende 1977 sollte die aus Sersheim kommende Strecke in einem Einschnitt in den Bahnhof Vaihingen eingeführt werden.
Der Tunnel wurde im Rahmen des im November 1978 zwischen Bundesverkehrsminister Kurt Gscheidle und Baden-Württembergs Ministerpräsidenten Lothar Späth vereinbarten 135-Millionen-DM-Pakets auf 400 bzw. 500 Meter verlängert, um einen zuvor geplanten tiefen Einschnitt zu vermeiden. Dies führte zu Mehrkosten von 6 Millionen DM.

### Bau
Der Tunnel wurde zwischen 1986 und 1988 errichtet und dabei von den Westportalen in östlicher Richtung vorgetrieben und in Spritzbetonbauweise errichtet. Der Ausbruchsquerschnitt der eingleisigen Röhren lag bei rund 65 m², der der 2-gleisigen Strecke bei 106 m². Die hergestellten Nutzquerschnitte betragen in den eingleisigen Röhren 46 bzw. 48 m², in der zweigleisigen Röhre rund 79 m² (Regelprofil). Die Innenschale weist eine Dicke von 35 cm in den eingleisigen bzw. 40 cm in der zweigleisigen Röhre auf. Im Verzweigungsbereich werden bis zu 80 cm erreicht.
Die Kalotte wurde am 14. August 1987 durchgeschlagen. Aufgrund der kurzen Bauzeit musste noch während des laufenden Vortriebs mit der Herstellung der Innenschale begonnen werden.
Die Baukosten betrugen 31 Millionen D-Mark (rund 16 Mio. Euro). Die Tunnelpatenschaften hatten Ruth Kienzle (Röhre I) und Helga Finkenbeiner (Röhre II) übernommen.